# Prefectura de Lesbos

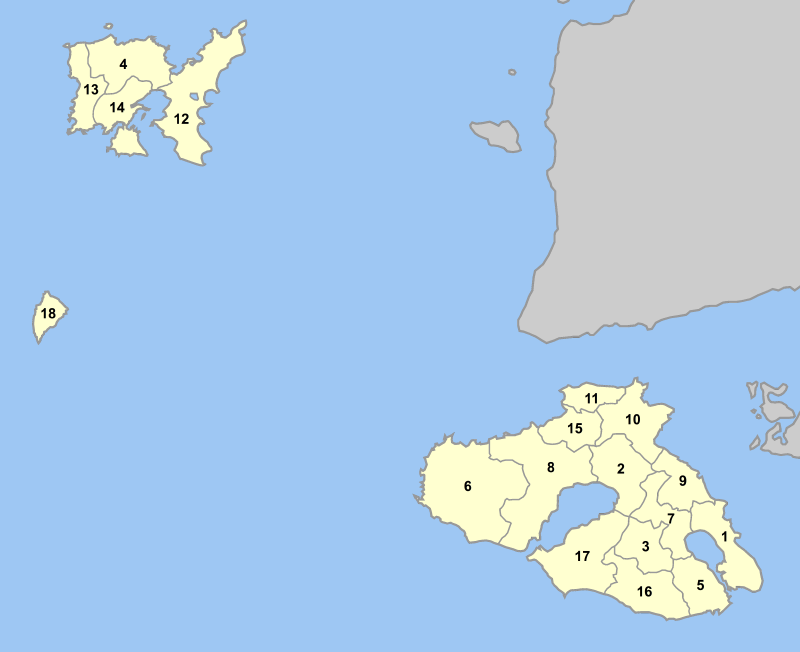
Municipios de la prefectura de Lesbos.

La prefectura de Lesbos (en griego, Νομός Λέσβου) era una de las prefecturas de Grecia que formaba parte de la periferia de Egeo Septentrional. Era limítrofe con las prefecturas insulares de Hebros, al norte, y la de Quíos, al sur. La prefectura comprende la homónima isla de Lesbos, y las islas más pequeñas de Lemnos y Agios Efstratios. El 1 de enero de 2011, con la nueva división administrativa de Grecia se dividió en dos unidades periféricas: Lesbos y Lemnos.
La prefectura tenía una superficie de 2 153,72 km² y una población de 110 200 habitantes (2005). La capital era la ciudad de Mitilene, situada en la isla de Lesbos.

## Municipios
| Municipios         | Código ΕΣΥΕ | Capital (si es diferente) | Código postal | Prefijo telefónico |
| ------------------ | ----------- | ------------------------- | ------------- | ------------------ |
| Agia Paraskevi     | 3501        |                           | 811 02        | 22520-3            |
| Agiasos            | 3502        |                           | 811 01        | 22520-2            |
| Atsiki             | 3504        |                           | 814 01        | 22530              |
| Eresos-Antissa     | 3506        | Eresos                    | 814 01        | 22530-8            |
| Evergetoulas       | 3507        | Sykounta                  | 811 05        | 22520-9            |
| Gera               | 3505        | Pappados                  | 811 06        | 22510-8            |
| Kalloni            | 3508        |                           | 811 07        | 22530-2            |
| Loutropoli Thermis | 3509        | Thermi                    | 811 00        | 22510-7            |
| Mantamados         | 3510        |                           | 811 04        | 22530-6            |
| Míthymna           | 3511        |                           | 811 07 811 08 | 2220-7             |
| Moudros            | 3512        |                           | 814 01        | 22520-7            |
| Mýrina             | 3513        |                           | 814 00        | 22540-2            |
| Mitilene           | 3514        |                           | 811 00        | 22510-2 through 7  |
| Nea Koutali        | 3515        | Kontias                   | 814 00        | 22540-5            |
| Petra              | 3516        |                           | 811 09        | 22530              |
| Plomari            | 3517        |                           | 812 00        | 22530-3            |
| Polichnitos        | 3518        |                           | 813 00        | 22520-4            |
| Agios Efstratios   | 3503        |                           | 815 00        | 22540-9            |